# Cava

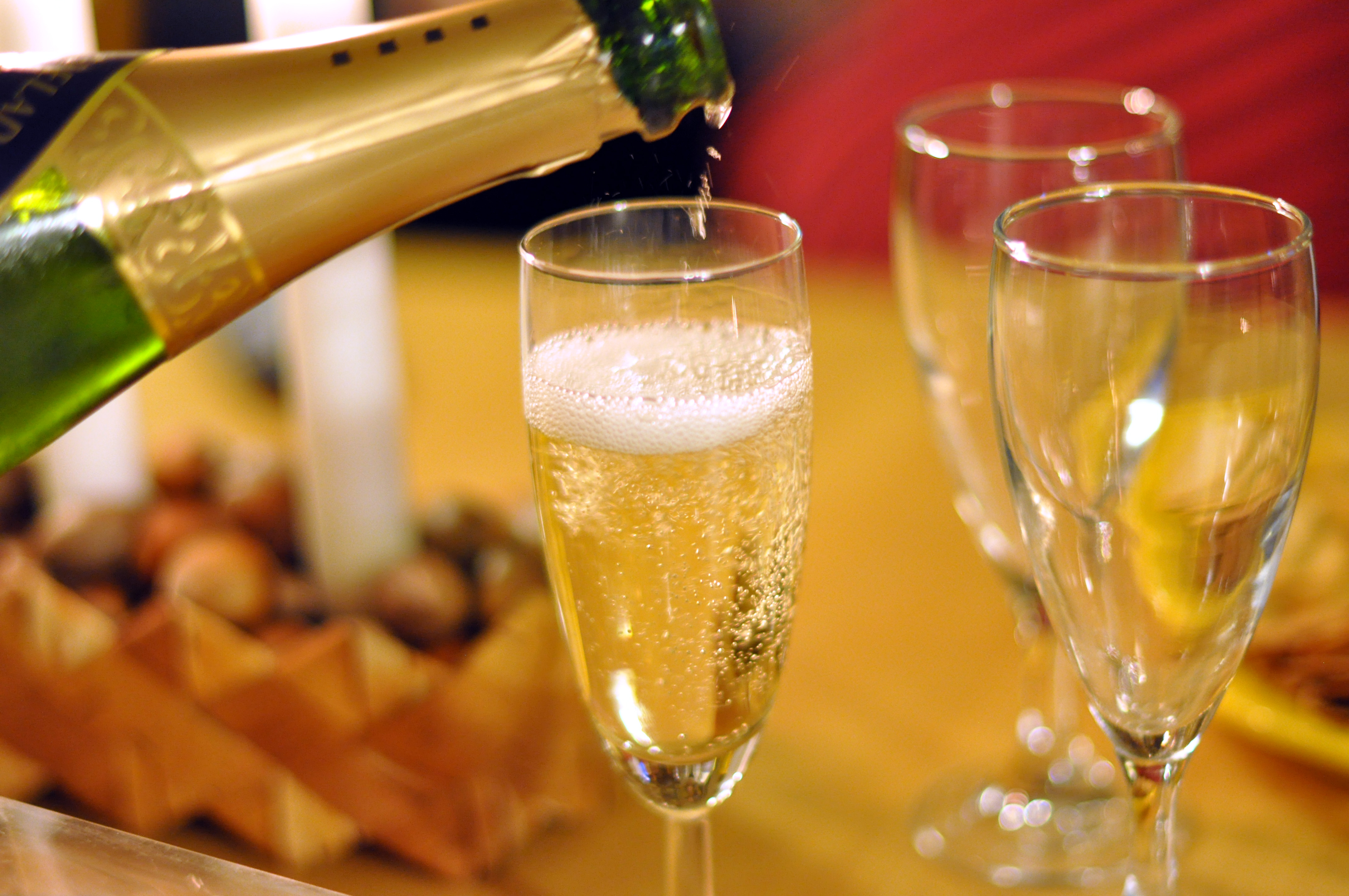
Cava

Cava je šumivé španělské víno s označením původu, bílé nebo růžové, vyráběné tradiční metodou ve španělském regionu Cava, především v katalánské oblasti Penedès v provinciích Barcelona a Tarragona.

## Historie
Výroba španělského šumivého vína je poprvé doložena rokem 1851, nicméně historické stopy cavy vedou k Josepu Raventósovi, který se začal o šumivá vína zajímat ve francouzském kraji Champagne, kam jezdil propagovat klasická vína vinařství Codorníu. Nápoj, který se dnes označuje jako cava, se původně se vyráběl ze stejných odrůd jako šampaňské a byl poprvé představen roku 1868 na světové výstavě v Paříži díky výzkumu Luise Justy Villanuevy v Katalánském zemědělském ústavu v Sant Isidre.
V roce 1887 byla penedèská réva napadena mšičkou a bylo zapotřebí odrůdy pozměnit. Zavedla se původní domácí réva plodící bílé hrozny namísto hroznů tmavých, čímž nápoj získal originální vlastnosti, jež umožnily vývoj cavy.
V roce 1972, ještě před sporem s Francií ohledně názvu "šampaňské", byla ustanovena Regulační rada pro šumivá vína (Consejo Regulador de los Vinos Espumosos), která schválila pro toto víno pojmenování "vino de cava", jež se v daných španělských oblastech již běžně používalo.

## Tradiční výroba
Metoda tradiční výroby cavy využívá stejné procesy jako při produkci šampaňského, tzv. méthode champenoise, přizpůsobené domácím modifikacím oblasti Penedès a dalším španělským oblastem její produkce. Španělský zákon stanovuje, že jméno cava se smí používat pro vína vyrobená v osmi oblastech: Aragonie, Baskicko, Kastilie a León, Katalánsko, Extremadura, Navarra, La Rioja a Valencie. Oblast Penedès se nachází v Katalánsku, kde je pouze jeden katalánský výrobce ve městě Aranda de Duero.
Mezi nejvyužívanější odrůdy pro výrobu cavy patří macabeu, parellada a xarel·lo, mohou v ní však být také hrozny Pinot noir, Subirat nebo Chardonnay, které byly poprvé použity v cavě vyrobené roku 1981.
Při výrobě je zapotřebí, aby proces přípravy cavy probíhal odděleně od tzv. tichých vín. Po sklizni se hrozny lisují bez odzrnění a ze získaného moštu vykvasí víno, jež je považováno za nezajímavé.

### Druhá fermentace

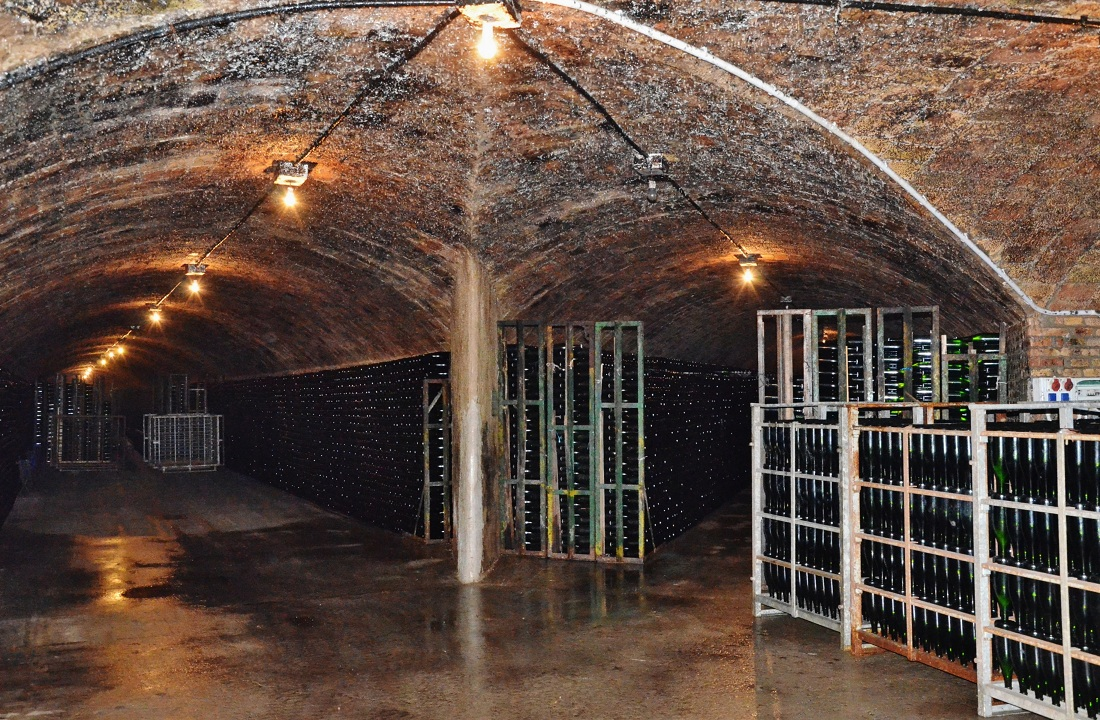
Sklepy Caves Rovellats v Sant Martí Sarroca

Tradiční metoda začíná tiráží, plněním vinného základu s přídavkem tirážního likéru. Tu tvoří směs bílého vína, cukru a kultury kvasinek, jež během fermentace produkují oxid uhličitý a charakteristické aroma.
Aby se cava zbavila zbytků kvasinek a nečistot, provádí se proces zvaný střásání (removido), kdy se láhve ke konci zrání umisťují do nakloněných stojanů, což způsobí, že se sedimenty usazují těsně u zátky. Tradičně se provádí ručně každodenním pootáčením lahve o osminu, přičemž se zároveň zvětšuje její naklonění.
Když je láhev opět v původní poloze, následuje proces zvaný «degollamiento». Láhev se odzátkuje a nechá se odtéci malé množství pěny. V současné době se provádí pomocí ochlazení hrdla láhve. Při odzátkování se pak uvolní blok ledu spolu se sedimenty v něm obsaženými. Obsah láhve se potom doplňuje expedičním likérem, což bývá cukr rozpuštěný v bílém víně či pálence. Množství cukru, jenž je v cavě obsažený, pak určuje její druh.
Nakonec se do láhve vkládá přírodní korková zátka a hrdlo se obalí kovovým drátkem nebo košíčkem.

## Druhy
Stejně jako šampaňské se i cava vyrábí různě sladká:
- Brut Nature do 3 g, bez přídavku cukru
- Extra Brut do 6 g cukru na litr - u těchto dvou typů cavy se přidává pouze víno. Nepřidávání cukru způsobuje, že jsou náročnější na kvalitu a jejich výroba je na vzestupu.
- Brut do 12 g cukru na litr
- Velmi suché (Extra Seco) mezi 12 a 17 g cukru na litr
- Suché (Seco) mezi 17 a 32 g cukru na litr
- Polosuché (Semiseco) mezi 32 y 50 g cukru na litr - jeho výroba ustupuje
- Sladké (Dulce) více než 50 g cukru na litr - přestalo se vyrábět

Podle doby zrání může být cava:
- Jóven - mladá (9 až 15 měsíců)
- Reserva (15 a 30 měsíců)
- Gran reserva (více než 30 měsíců)

## Objem produkce
Roční objem výroby je 18 miliónů beden o 12 lahvích, což Španělsko umisťuje na druhé místo ve světě v produkci šumivých vín, za Francii (oblast Champagne). V roce 2009 se cava stala vínem, jež se nejvíce vyváželo do zahraničí a počtem 131 miliónů lahví vystřídalo víno šampaňské, jež se vyvezlo v počtu 112 miliónů lahví. V roce 2010 prodej stoupl o 10 %, tedy na každých 10 lahví ze sklípků šlo šest na export. Za úspěchem pravděpodobně stojí dobrý poměr kvality a ceny.